# Dave Rodgers

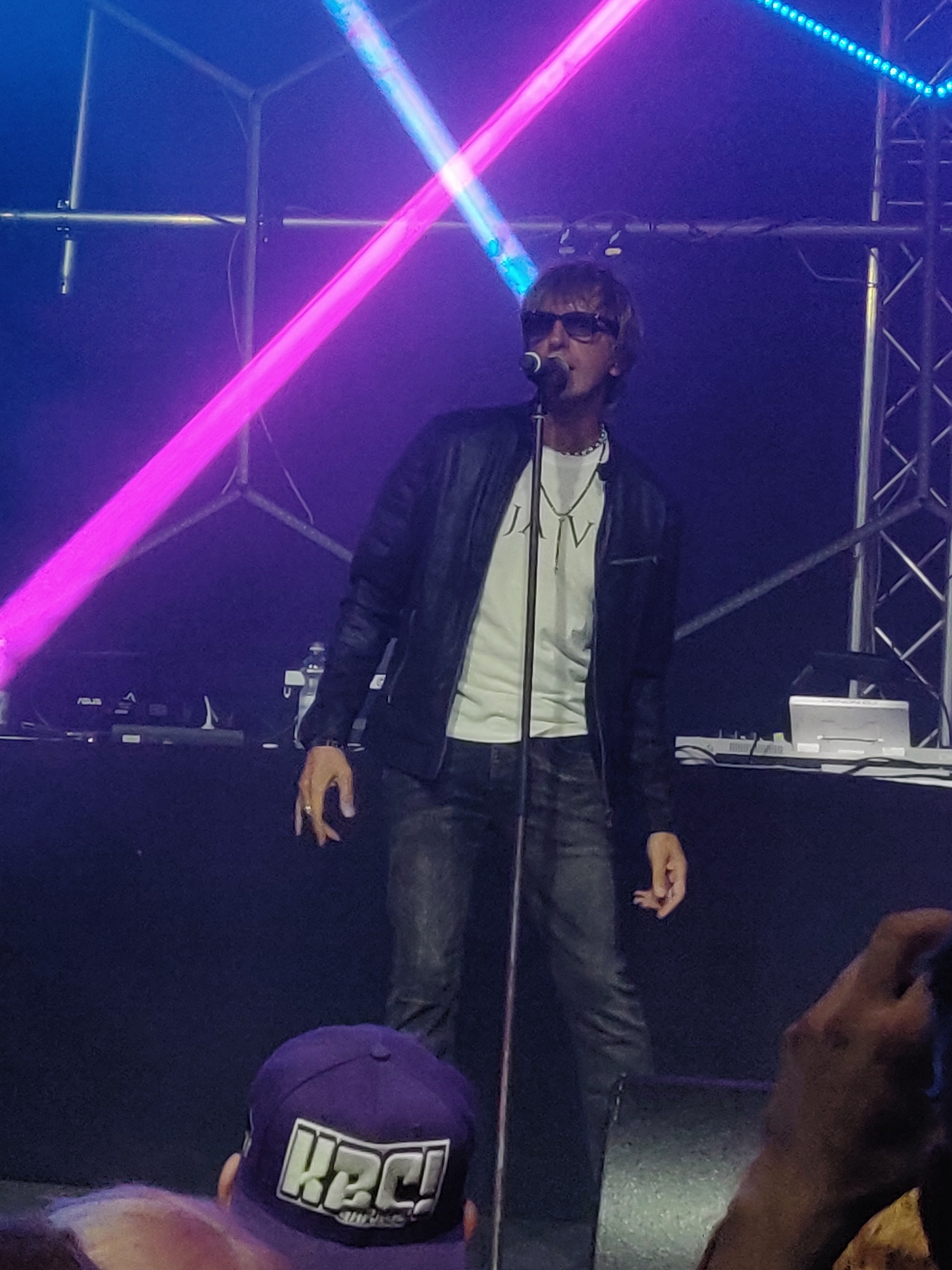
Dave Rodgers (2022)

Dave Rodgers (* 21. Februar 1963 als Giancarlo Pasquini in Mantua) ist ein italienischer Musiker, Sänger, Songwriter und Produzent. Er nahm an der berühmten Super-Eurobeat-Kompilation teil. Er gilt in der Fachpresse und in der Öffentlichkeit als „Godfather of Eurobeat“. Unter anderem produzierte er unter den Namen Aleph, The Big Brother, Derreck Simons, Patrick Hoolley, Red Skins, Robert Stone, Mario Ross, RCS und Thomas & Schubert.

## Biografie
Dave Rodgers wurde in Mantua, Italien, geboren. Er begann zunächst in der Musikproduktion mit der Gruppe Aleph. Seitdem hat er mit verschiedenen internationalen Künstlern zusammengearbeitet und eine Reihe ausgezeichneter Alben produziert. Rodgers wird von der japanischen Musikindustrie für den Verkauf von über 30 Millionen Alben als Sänger, Produzent und Songwriter anerkannt. Während seiner Karriere hat er für J-Pop-Künstler und Bands wie Namie Amuro, V6 und MAX geschrieben und produziert.
In den frühen 1980er Jahren wuchs Rodgers Popularität und die seines Labels Time Records nach der Veröffentlichung von Alephs Song Fly to Me weiter an. Im Jahr 1990 gründete er dann zusammen mit Alberto Contini sein eigenes Label mit dem Namen A-Beat C. Sein Studio, das auch als alephStudio, DominoStudio, Rodger's Studio und AbeatC bekannt ist, produziert Techno, Rock, Heavy Metal und Eurobeat. Im Jahr 2010 verließ Dave Rodgers das ABeatC-Label und gründete mit einem unbekannten Produzenten SunFire Records.
Seine Songs wurden unter anderem im Anime Initial D verwendet. Durch den Anime wurde seine Musik in der Eurobeat-Szene bekannter, sodass sein Hit Deja Vu auf Youtube mehr als 130.000.000 Aufrufe schaffte. In Deja Vu Memekompilationen taucht sein Song bis heute regelmäßig auf und ist fester Teil der Internetkultur geworden.